# Amazonotheca santiriae
Amazonotheca santiriae är en svampart som beskrevs av Bat. & H. Maia 1959. Amazonotheca santiriae ingår i släktet Amazonotheca och familjen Schizothyriaceae.   Inga underarter finns listade i Catalogue of Life.